# Xanthorhoe strandi
Xanthorhoe strandi är en fjärilsart som beskrevs av Krulikovski 1908. Xanthorhoe strandi ingår i släktet Xanthorhoe och familjen mätare. Inga underarter finns listade i Catalogue of Life.